# Mura di Pavia

Il centro storico di Pavia visto dal cielo. Si può osservare lo schema urbanistico regolare con struttura ortogonale racchiuso all'interno delle mura romane, come pure la cerchia bastionata delle mura spagnole.

Le mura di Pavia, erette a partire dall'epoca romana a protezione della città, sono state per diversi secoli costituite da quattro cinte: la cinta romana, perfezionata da Teodorico nel VI secolo, la seconda, realizzata tra la metà dell’XI e i primi anni del XII secolo, la terza, conclusa intorno al 1198, e quella più recente delle mura spagnole, innalzate durante la dominazione spagnola del Ducato di Milano e che ricalca quasi fedelmente il medesimo tracciato della terza cerchia muraria. Le mura spagnole sono anche note come bastioni spagnoli, parzialmente demoliti tra la fine del XIX secolo e la prima metà del Novecento.
Le tracce di queste cinte murarie sono tuttora ben leggibili nell'impianto urbanistico di Pavia, e in particolare dalle mura di età romana, tanto che la stessa planimetria a scacchiera di gran parte degli isolati del centro storico ricalca quasi fedelmente le insulae della città romana, come prova la rete fognaria di età romana, che si è conservata quasi integralmente. Altrettanto ben percepibile è il tracciato della terza cerchia muraria, ripresa nel XVI delle mura spagnole, in parte conservate.

## Mura romane

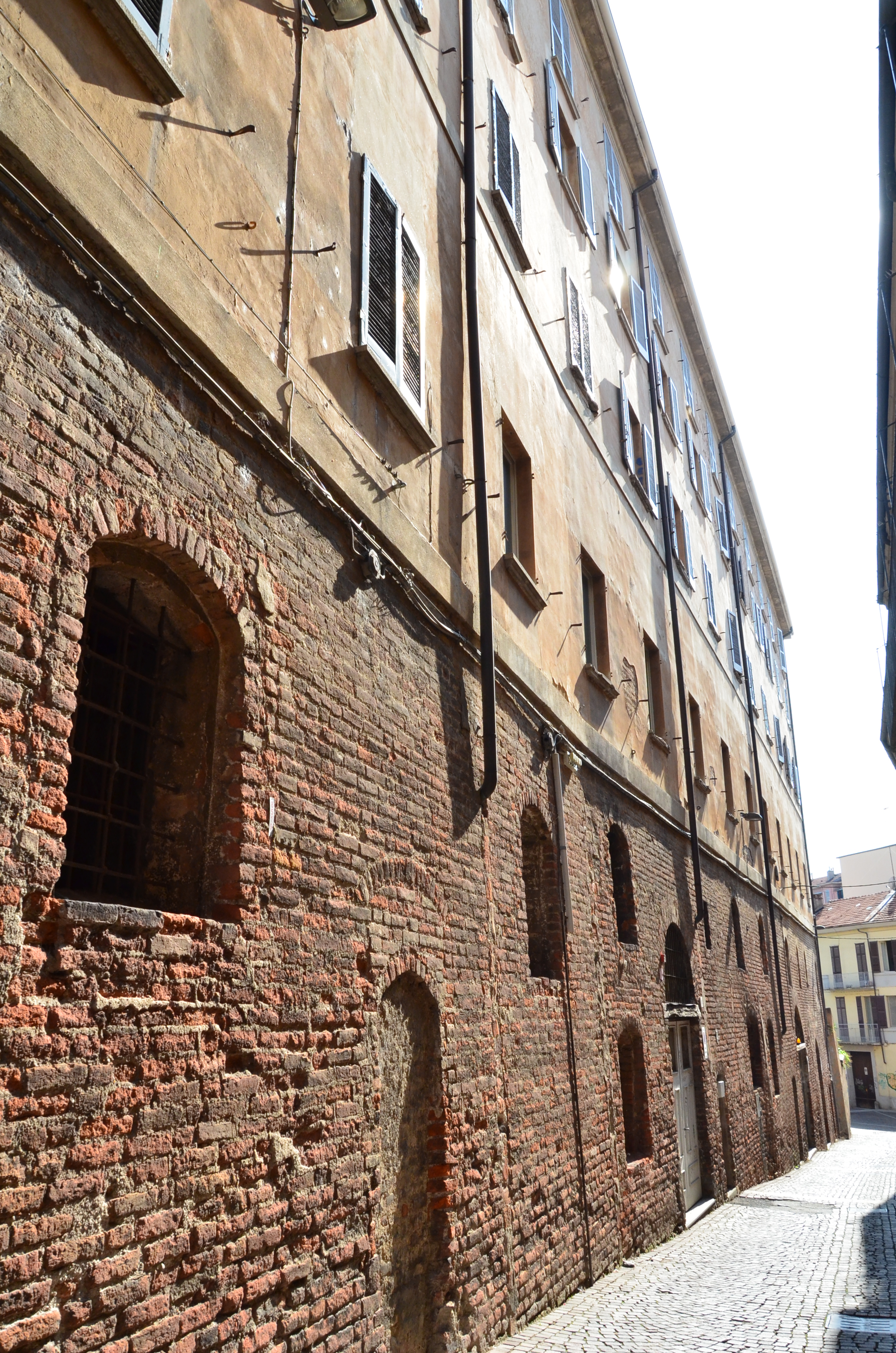
Tratto delle mura della prima cerchia lungo via dei Mulini.

La configurazione generale e l’andamento particolare del terreno incisero profondamente sia sulla delimitazione dell’area e sul disegno della città sia su specifiche soluzioni, come l’orientamento delle vie e delle fognature. Ticinum (l’antico nome romano di Pavia) sorse su di un terrazzo alluvionale inclinato da nord a sud e da ovest a est che permetteva un controllo sia del piano di campagna sia del Ticino, che proteggeva a sud la città. La prima cinta muraria romana della città risale all'incirca all'epoca in cui Pavia venne elevata al rango di municipium (89 a.C.), anche se venne, probabilmente, completata sotto il principato di Augusto, quando, dopo che l’imperatore sostò in città nel 9 a.C. per accogliere le spoglie di Druso, le autorità municipali eressero un monumentale arco (poi detto porta Palacense), sormontato da statue della famiglia imperiale, nelle mura orientali della città. A rafforzare le difese della città contribuiva anche la Carona, un piccolo fiume originato da alcuni fontanili posti una ventina di chilometri a nord di Pavia, che, sdoppiandosi in due rami presso le mura settentrionali, fungeva da fossato difensivo sui lati orientale e occidentale della cerchia urbana. Inoltre, la città godeva anche di altre difese naturali. Pavia, infatti, pur essendo posta in una zona pianeggiante, era difesa a sud dal Ticino. Lo stesso fiume, nei pressi della città, si divideva in numerosi meandri, intercalati da boschi, lanche e zone umide, ma le difese naturali della città non si limitavano al Ticino: due piccoli corsi d’acqua (il Navigliaccio e le due Vernavole) originati dalle risorgive e dotati di acque perenni, scavavano due profondi avvallamenti a est e a ovest della città.
Le prime porte cittadine di Pavia vennero realizzate in epoca romana repubblicana contestualmente alle mura cittadine. Il decumano massimo cittadino (corso Cavour e corso Mazzini) a ovest terminava a porta Marenga (distrutta nel 1825), mentre a est, poco dopo palazzo Mezzabarba, in direzione di Roma, si trovava la monumentale porta/arco recante un complesso di iscrizioni e statue riferite alla famiglia di Augusto (che nell’alto medioevo divenne porta Palacense). Nella parte settentrionale del cardo (Strada Nuova), presso l’attuale piazza Italia, si apriva la porta che metteva in comunicazione Pavia con Milano, mentre a sud vi era una porta collegata con il ponte sul Ticino (sostituito nel medioevo dal ponte Coperto), attraverso il quale passava il traffico per l’occidente e le Alpi. Sempre in età romana, ma probabilmente durante il basso impero, vennero aperte altre due porte: porta San Giovanni (alla fine di corso Garibaldi) e la poligonale porta di Boezio (via XX settembre), da cui si dipanava un secondo percorso viario diretto a Milano.

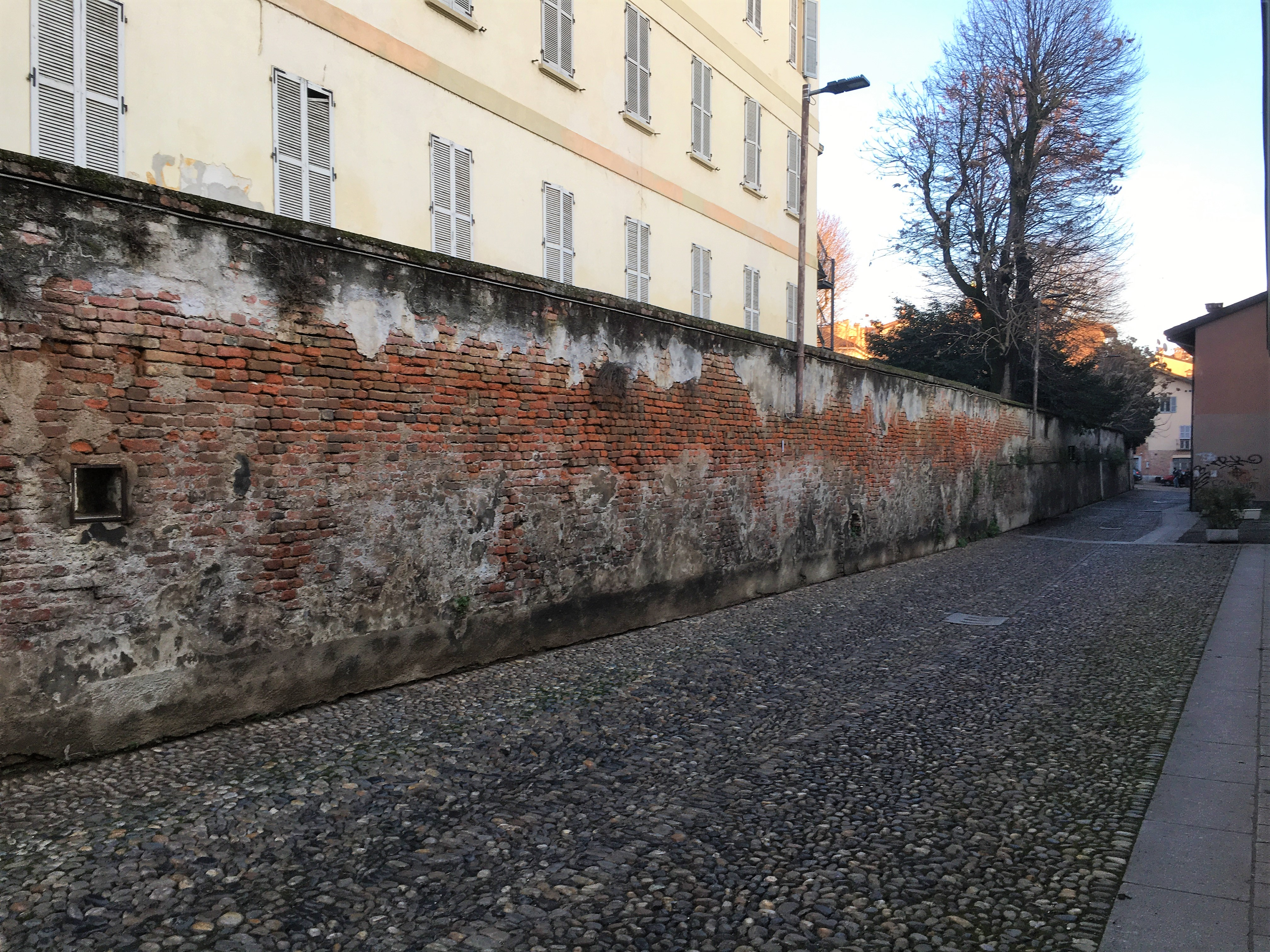
Via Santa Margherita, resti delle mura di età romana e altomedievale di Pavia, poi riutilizzate come muro di cinta del monastero di Sant'Agata al Monte. Da qui probabilmente sfuggì Pertarito ai sicari di Grimoaldo.

Tra il III e IV secolo d.C. le mura di Pavia furono ristrutturate e rafforzate. Dopo la caduta dell’impero romano, Pavia, insieme a Verona, venne scelta dagli Ostrogoti come seconda capitale dopo Ravenna. L’importanza della città si accrebbe durante la guerra greco-gotica: infatti, dopo la caduta di Ravenna, nel 540, Pavia divenne l’unica capitale del regno, sede del comando dell’esercito e della zecca. Teodorico non si limitò solo a far realizzare, presso porta Palacense il palazzo Reale, ma fece restaurare l’anfiteatro romano (che subì nuovi interventi per opera di Atalarico tra il 528 e il 529) e riparare le mura romane, estendendole nel quartiere sud-orientale della città. La superficie racchiusa dalle mura includeva così alcuni isolati prospicienti il Ticino e l’anfiteatro.
Nonostante il ruolo di capitale del regno longobardo prima e d’Italia poi ricoperto da Pavia, non si hanno notizie di particolari interventi alle mura urbane sia in età longobarda sia carolingia, ma sappiamo che tra il VIII e IX secolo, dato che per molti decenni nessun pericolo esterno insidiò direttamente il regno Italico, esse venne a lungo trascurate. Come in altre città, larghi tratti della cinta urbana vennero alienati, soprattutto a monasteri. Tuttavia, in seguito all’invasione ungarica dell’899 furono intrapresi importanti interventi alle mura. Tali lavori, già terminati nel 913, consentirono alla città di resistere nel 924 contro gli Ungari e furono portati avanti utilizzando molti materiali di recupero di età romana e, pur ricalcando principalmente la cerchia di età classica, inglobarono all’interno delle mura alcune aree precedentemente esterne. Le nuove mura erano provviste di nove porte, protette ai lati da due grosse torri aggettanti mentre altre torri fronteggiavano gli ingressi verso l’esterno. Insieme alle porte, la città era messa in comunicazione con l’esterno tramite alcune pusterle (uscite secondarie), una di esse diede il nome al monastero di Santa Maria Teodote, anche detto delle pusterla, mentre, sempre nel X secolo, presso il ponte sul Ticino si trovava la pusterla della “catena ferrea”. Della prima cerchia rimangono alcuni tratti, inglobati da edifici di età successiva sia lungo via dei Mulini, sia in via Santa Margherita, mentre un tratto di tale cerchia è conservato nella cantina di un edificio situati al civico numero 27 di corso Garibaldi.

## La seconda cerchia medievale

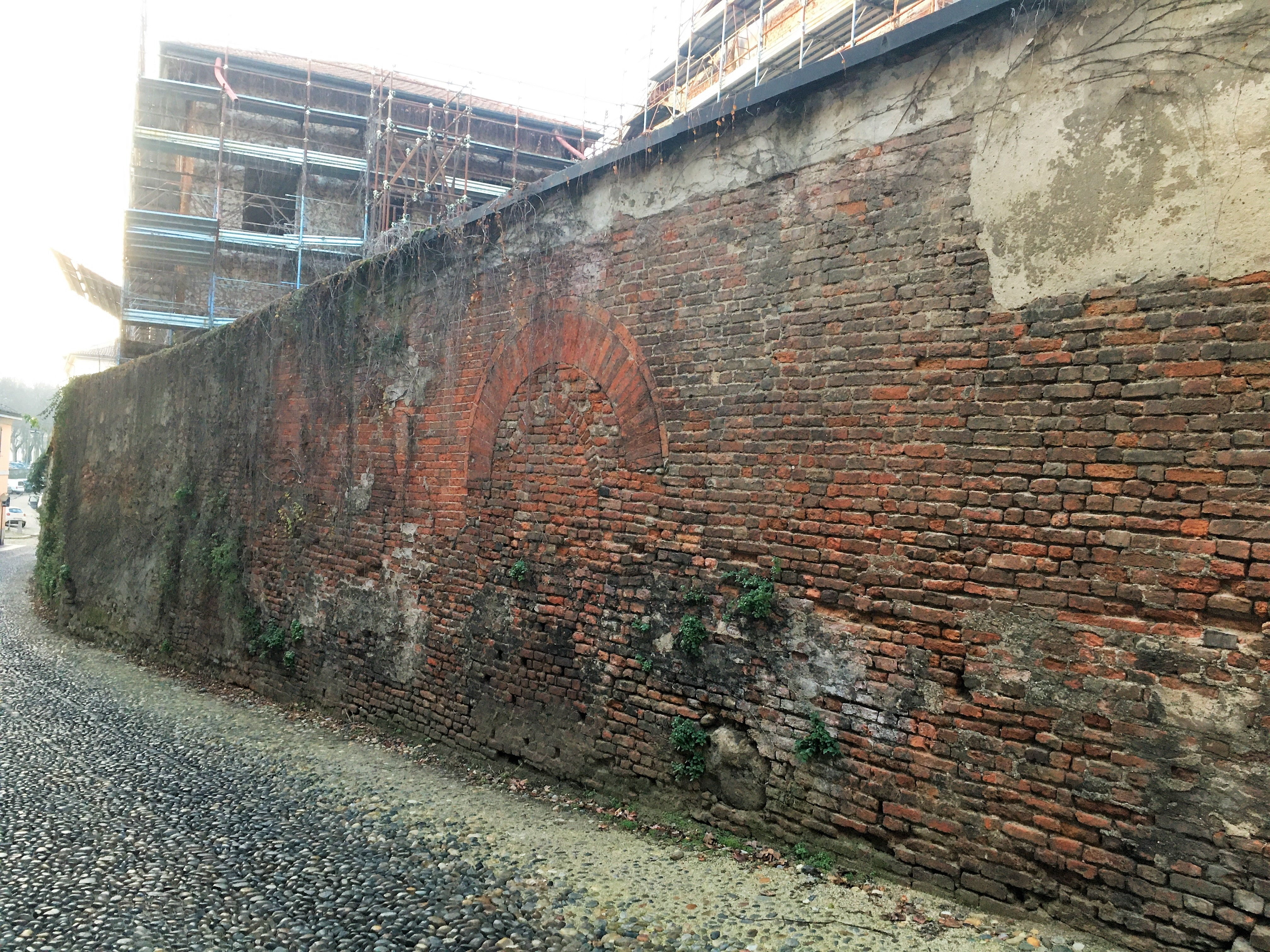
Resti delle mura lungo via Perelli.

La seconda cerchia muraria secondo la tradizione tramandata dal cronista trecentesco Opicino de' Canistris sorse nel X secolo, ma molto più verosimilmente fu costruita a partire dalla metà dell’XI secolo, dato che la maggior parte delle fondazioni religiose situate tra la prima e la seconda cerchia sono menzionate per la prima volta intorno alla fine dello stesso secolo. Le nuove fortificazioni inglobarono parecchi borghi suburbani, in particolare nella parte orientale della città, portando così la superficie racchiusa dalle mura dai 57 ettari a circa 100 ettari. Della seconda cerchia si conserva un brevissimo tratto, abbassato e modificato nei secoli successivi, in via Perelli.

## La terza cerchia medievale

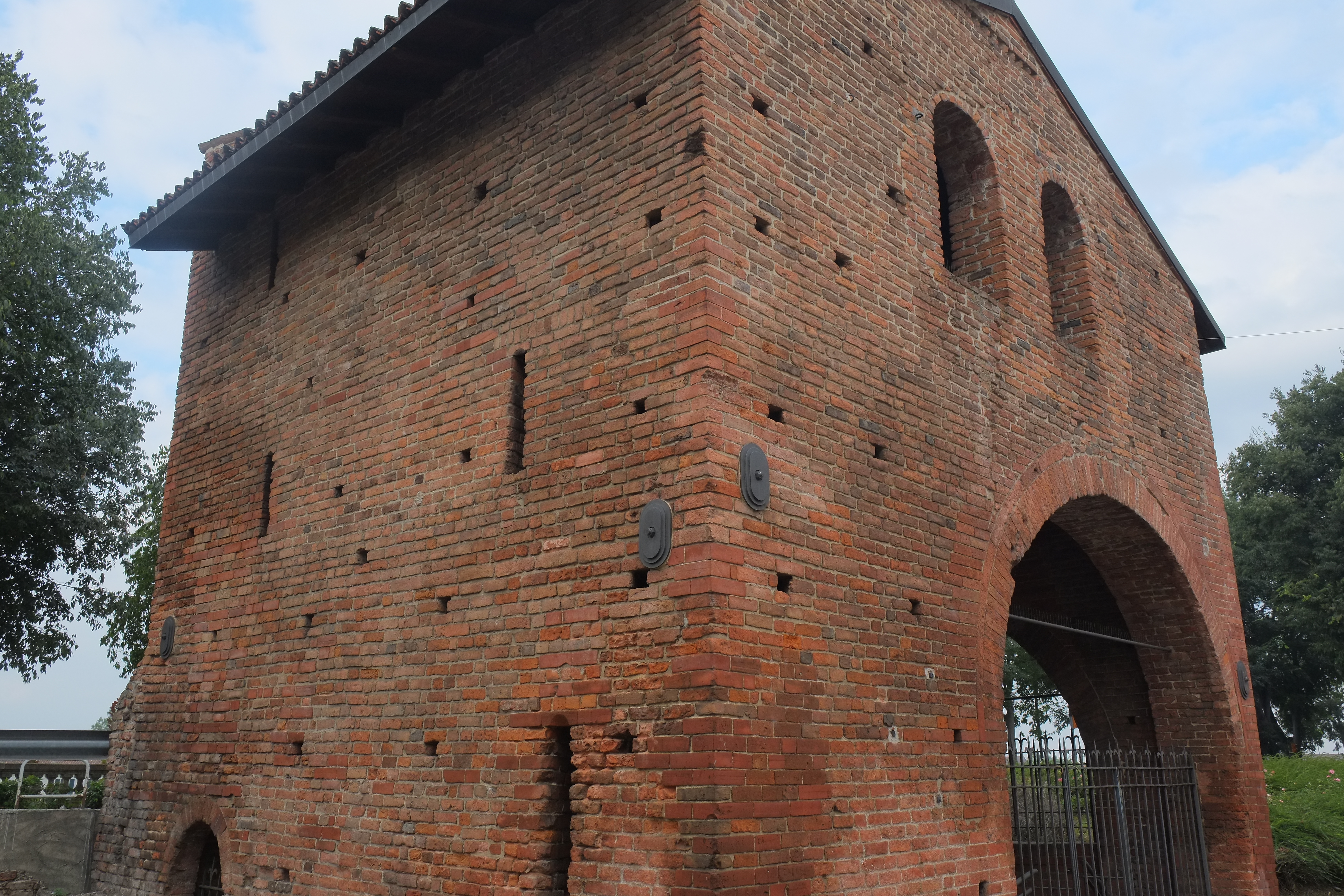
Porta Nuova.

Negli ultimi decenni del XII secolo iniziò il cantiere della terza cerchia muraria, che ampliò nuovamente lo spazio difeso da fortificazioni. Un’iscrizione del 1198 attesta l’edificazione di una nuova porta presso la chiesa di Santa Maria alle Pertiche, tale porta faceva parte della terza cerchia. Un ampio fossato, ricavato sempre sfruttando le acque dalla Carona, scorreva lungo le mura settentrionali, orientali e occidentali. Due porte, porta Nuova e porta Calcinara, sono attualmente ancora in situ, mentre, grazie all’affresco realizzato come ex voto civico per l’assedio del 1522 conservato nella chiesa di San Teodoro, siamo in grado di sapere che le mura, in mattoni erano rafforzate da numerose torri quadrate. Con la terza cerchia muraria la superficie compresa all’interno delle fortificazioni salì a circa 150 ettari, includendo diversi suburbi, come l'area della basilica di San Pietro in Ciel d'Oro.
Le porte principali di Pavia erano nove e davano origine ai rispettivi quartieri nei quali la città era divisa, come evidenziato dagli estimi del 1250:
- Porta Cavour

- Porta Ponte
- Porta Damiani
- Porta San Giovanni
- Porta Palacense
- Porta San Pietro al Muro
- Porta Laudense
- Porta Palazzo
- Porta Marenga
- Porta Pertusi

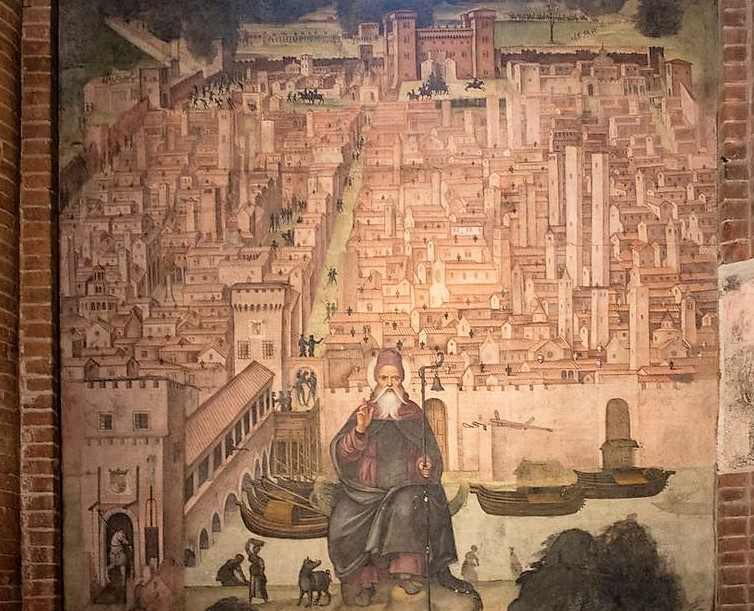
Pavia, chiesa di San Teodoro, affresco raffigurante la città, 1522 circa.

Esse erano poi affiancate da rete di porte minori, come porta San Vito, porta Nuova e porta Calcinara, e pusterle.

## Mura spagnole

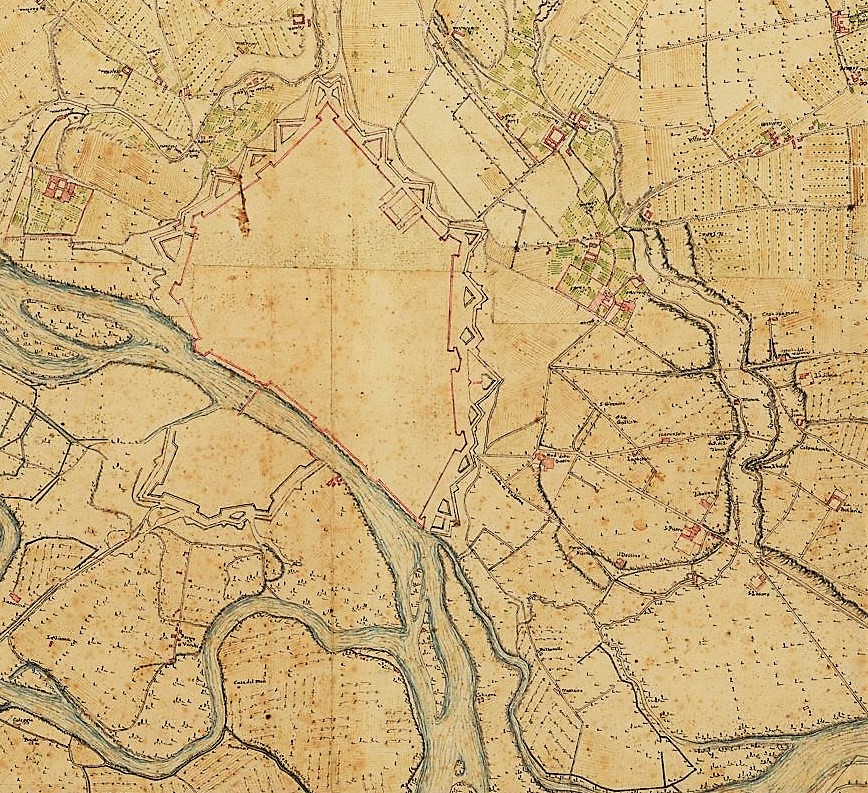
Pavia nella prima metà del XVIII secolo.

Tra il XV e il XVI secolo, lo sviluppo delle artiglierie resero ben presto superate le fortificazioni della terza cerchia muraria, tanto che nei primi decenni del Cinquecento, durante i numerosi assedi che subì la città, esse furono rafforzate con bastioni e opere in terra e legno. Solo tra il 1546 e il 1569, per ordine di Ferrante Gonzaga (governatore del ducato di Milano) Pavia fu dotata di una nuova cerchia muraria bastionata progettata Giovanni Maria Olgiati e comunemente denominata “mura spagnole”. Il tracciato delle nuove fortificazioni non aumentò la superficie della città, perché esse si sovrapposero alla terza cerchia muraria di età comunale che, nel tratto prospiciente il Ticino, venne mantenuta (dato che il fiume costituiva una solida linea difensiva) e fu solo rafforzata grazie alla creazione di alcuni baluardi. Per aumentare il valore difensivo delle nuove fortificazioni, l’architettura militare cinquecentesca era ormai basata sul principio che l’assediante dovesse essere tenuto, anche grazie a opere di terra e a fossati, alla maggior distanza possibile dalle fortificazioni e il terreno posto di fronte alle principali difese doveva essere il più possibile sgombro da edifici, che potevano offrire riparo ai nemici, e livellato, vennero chiuse alcune porte urbane, come porta Palacense, e furono demoliti diversi sobborghi ed edifici religiosi suburbani, quali i Borgoratto e i borghi di San Guglielmo, di Sant’Apollinare con le loro rispettive chiese.
Nel 1648 le difese della città furono rafforzate grazie alla realizzazione di opere esterne, mezzelune, fossati e spalti in terra che occupavano una superficie di circa venti ettari e furono progettati dal padre servita Giovanni Drusiani, matematico e professore di arte militare presso l’università di Pavia. Sempre negli stessi anni, anche il sobborgo meridionale della città posto dopo il ponte Coperto, già difeso dal Gravellone (un ramo del Ticino) e da alcune paludi, fu provvisto di opere difensive e bastioni in terra.
Le mura furono oggetto di nuovi interventi rafforzativi tra il 1726 e il 1726, ma intorno alla metà del secolo erano ormai dal punto di vista militare superate. Nel 1765 il lato orientale della cerchia bastionata fu piantumato a gelsi e trasformato in pubblico passeggio. Pochi anni dopo, tra il 1775 e il 1776, il marchese Pio Bellisomi otteneva, per l’ampliamento del giardino del proprio palazzo (palazzo Bellisomi Vistarino) la possibilità di collegarlo, tramite un ponticello che scavalcava la via pubblica, agli spalti delle mura. Nel 1783 l’imperatore Giuseppe II tramite la sovrana determinazione decise di togliere Pavia, insieme a Cremona, Pizzighettone e Lodi, dal novero delle piazzeforti. Fu così che gran parte delle opere esterne furono spianate e il terreno su cui sorgevano fu trasformato in suolo agricolo, mentre i ponti levatoi delle porte furono sostituiti con ponti in muratura.

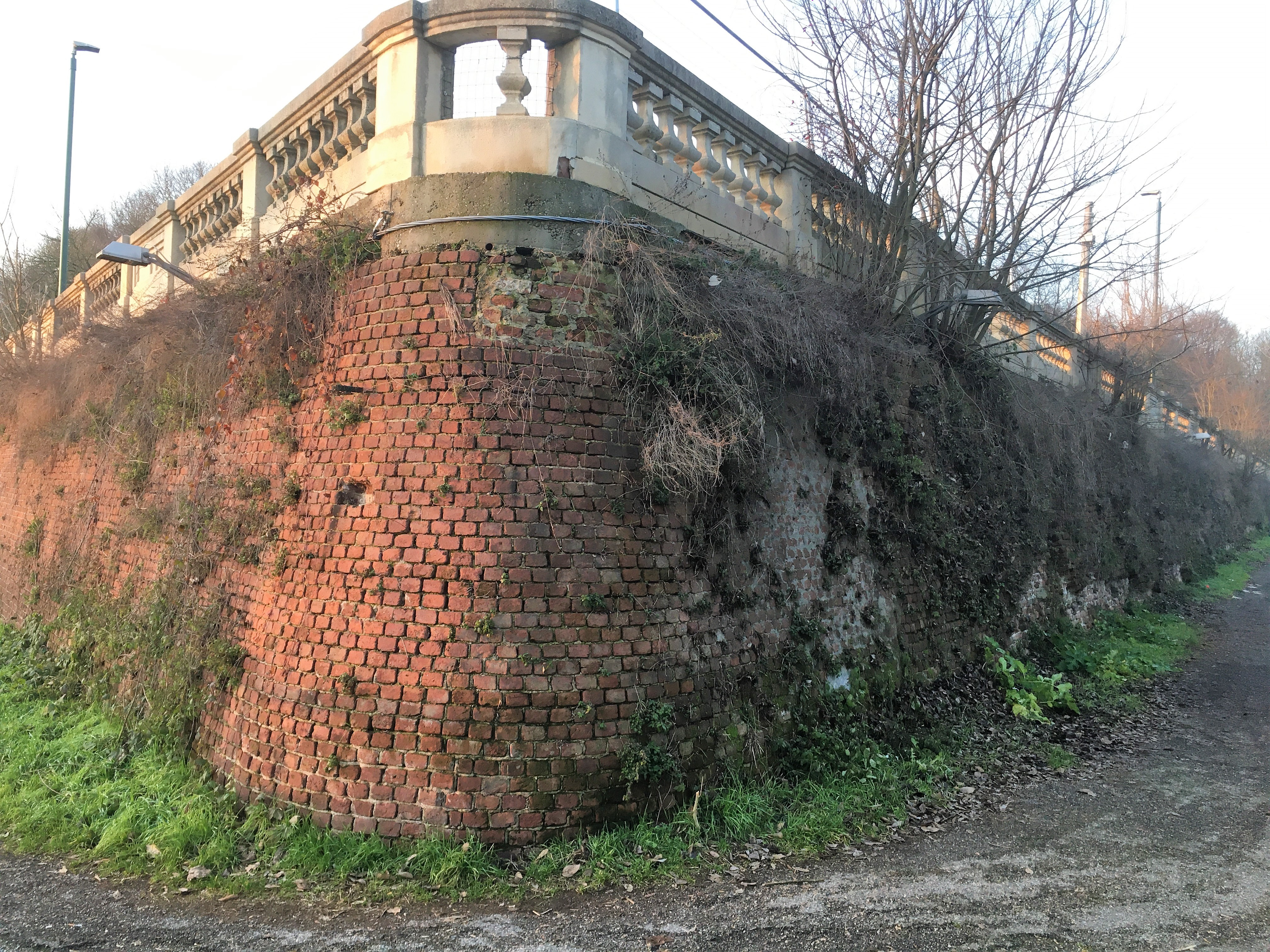
Bastione della Darsena.
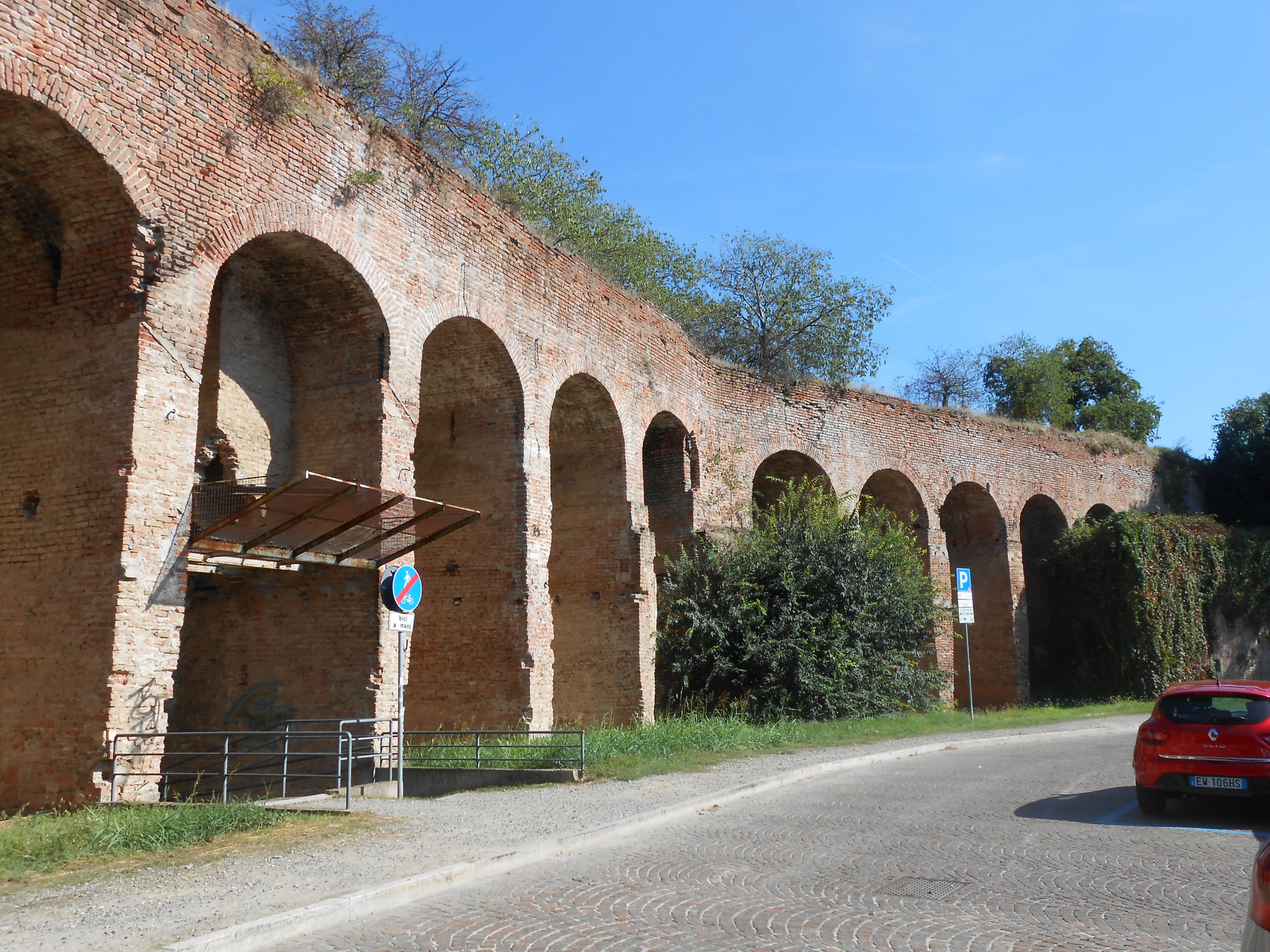
Bastione di Sant'Epifanio.
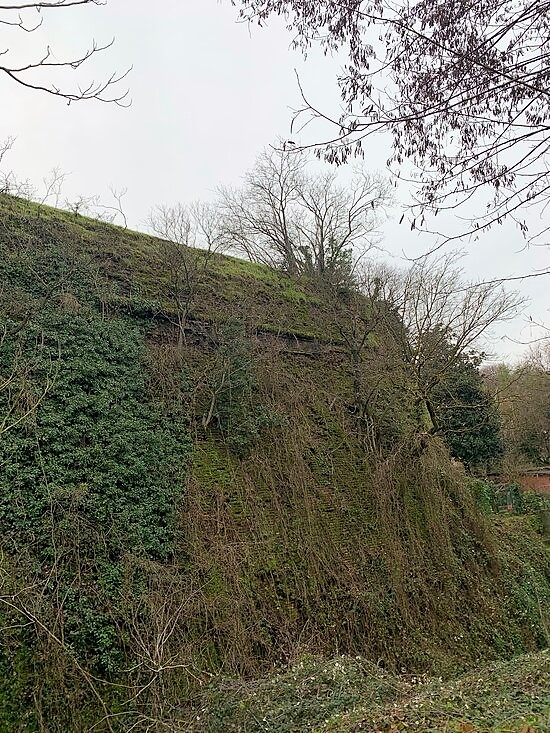
Bastione di Santa Maria allae Pertiche
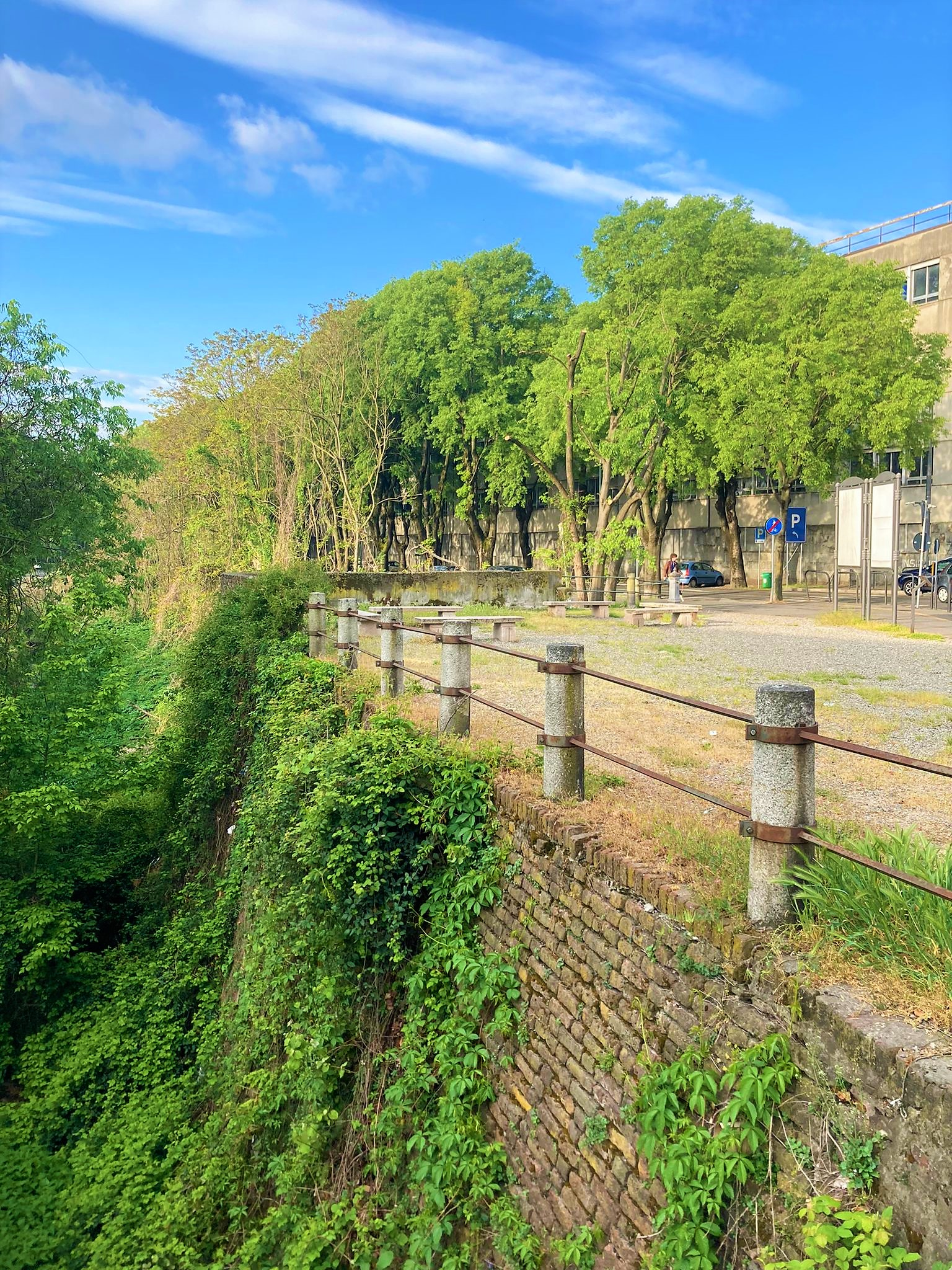
Bastione di Santa Giustina, alla fine di corso Garibaldi.
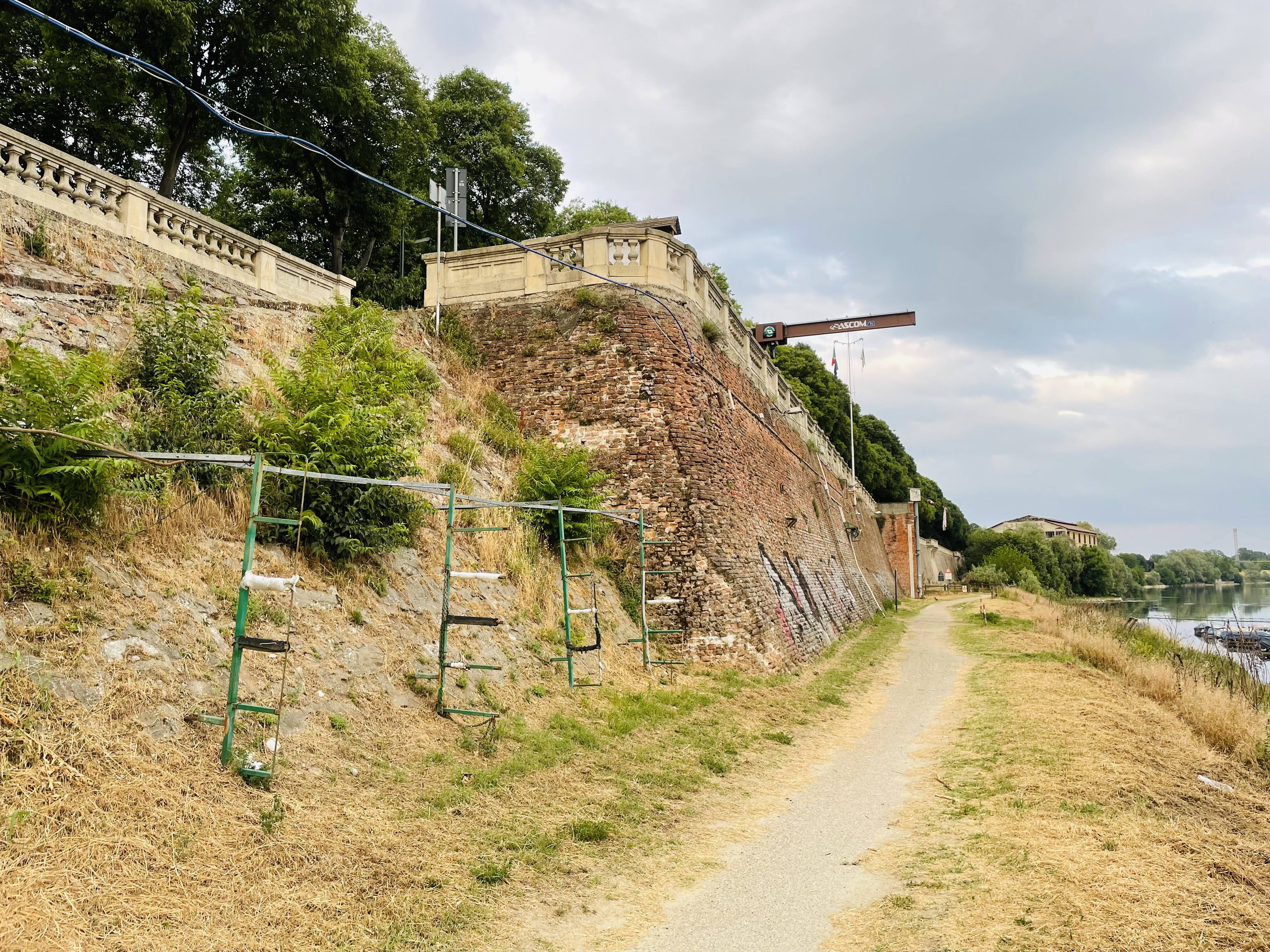
Il baluardo di Porta Nuova affacciato sul Ticino.
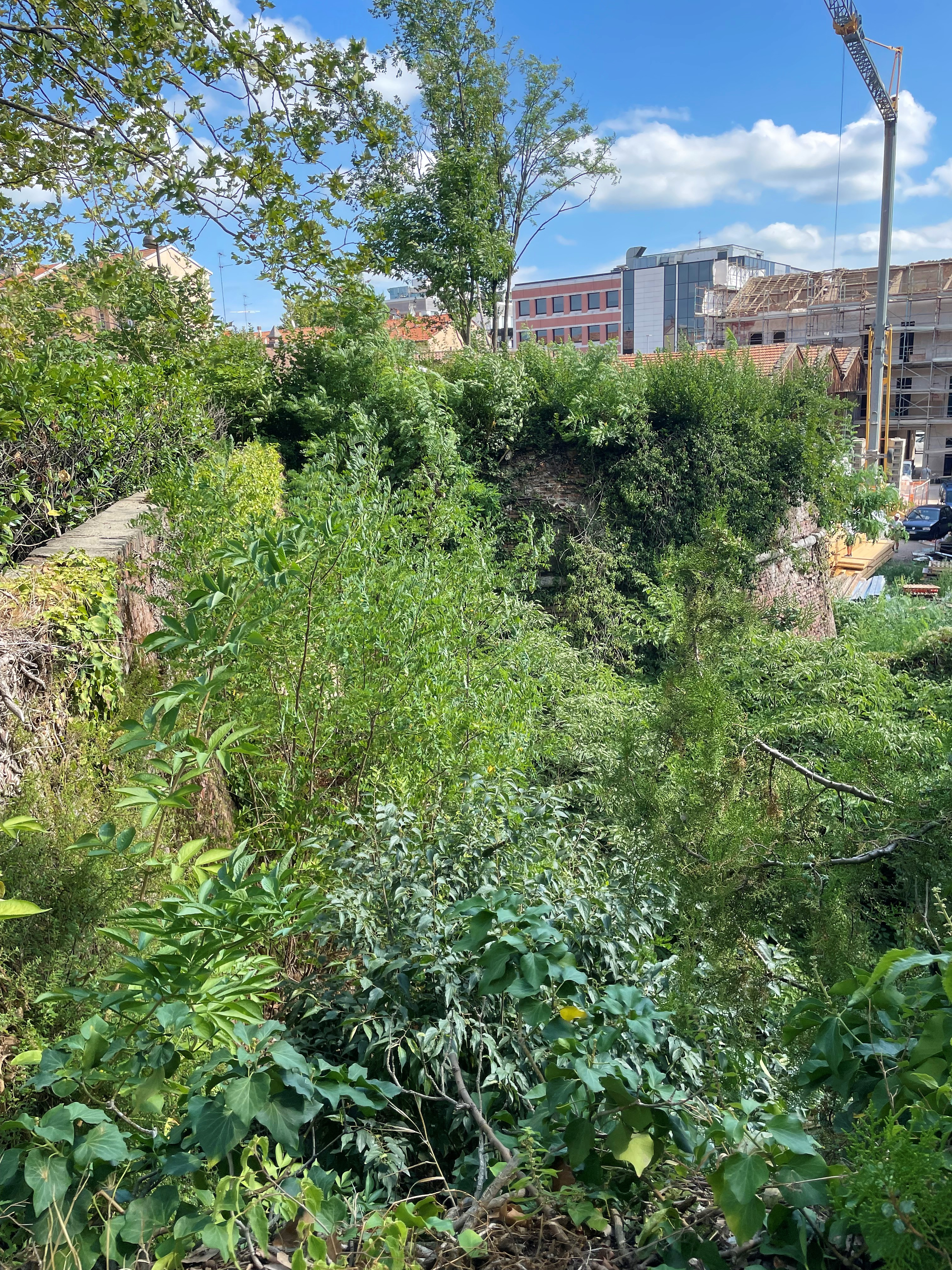
Bastione di Santo Stefano.

A partire dal 1881 vennero progressivamente demoliti tutti i bastioni e le mura nel tratto che va dal ponte Coperto fino, passando per viale Libertà, a piazza della Minerva per creare la strada di circonvallazione della città e successivamente la stessa sorte toccò anche al tratto di mura lungo viale Gorizia. Delle mura spagnole e dei dodici bastioni che le rafforzavano sopravvivono:
- Bastione di Sant’Epifanio[27], viale Gorizia, (l’unico conservato in tutta la sua altezza).
- Bastione di Santo Stefano[28], via Nazario Sauro, (in molti punti capitozzato).
- Bastione di Santa Maria alle Pertiche[29], piazza Emanuele Filiberto (capitozzato, ospita un piccolo giardino pubblico).
- Bastione di Santa Giustina[30], piazzale di Porta Garibaldi (abbassato nel corso del Novecento e in parte occupato di un piccolo giardino pubblico).
- Bastione delle Darsena[31], viale Resistenza (capitozzato, ospita piste ciclopedonali e un giardino pubblico).
- Seppur notevolmente abbassate e, spesso, mascherate da strade e abitazioni, persistono vasti tratti delle mura lungo viale Cesare Battisti, viale Nazario Sauro, viale Argonne, mentre in Lungo Ticino Sforza si conservano parti della muratura di due baluardi che si affacciavano sul Ticino[23].